# Levänen (sjö i Kajana, Kajanaland)
Levänen är en sjö i kommunen Kajana i landskapet Kajanaland i Finland. Sjön ligger 161,8 meter över havet. Den är 3,99 meter djup. Arean är 1,62 kvadratkilometer och strandlinjen är 13,28 kilometer lång. Sjön  ingår i Vuoksens huvudavrinningsområde.   Den ligger omkring 31 kilometer söder om Kajana och omkring 440 kilometer norr om Helsingfors. 
I sjön finns ön Nimetön, Selkäsaari och Tulisaari. Levänen ligger nordöst om Raudanvesi. 